# Ryoma Kimata
Ryoma Kimata (木俣 椋真, Ryoma Kimata) est un snowboardeur japonais né le 24 juillet 2002.

## Palmarès

### Championnats du monde
- Championnats du monde 2023 :
  -  Médaillé d'argent en slopestyle.
- Championnats du monde 2025 :
  -  Médaillé d'or en big air.

### Coupe du monde
- 5 podiums dont 1 victoire.

#### Détails des victoires
| Épreuve / Édition | Slopestyle |
| ----------------- | ---------- |
| 2023-2024         | Tignes     |

### Jeux olympiques de la jeunesse
- Médaille d'or en big air aux Jeux olympiques de la jeunesse d'hiver de 2020